# Danah boyd

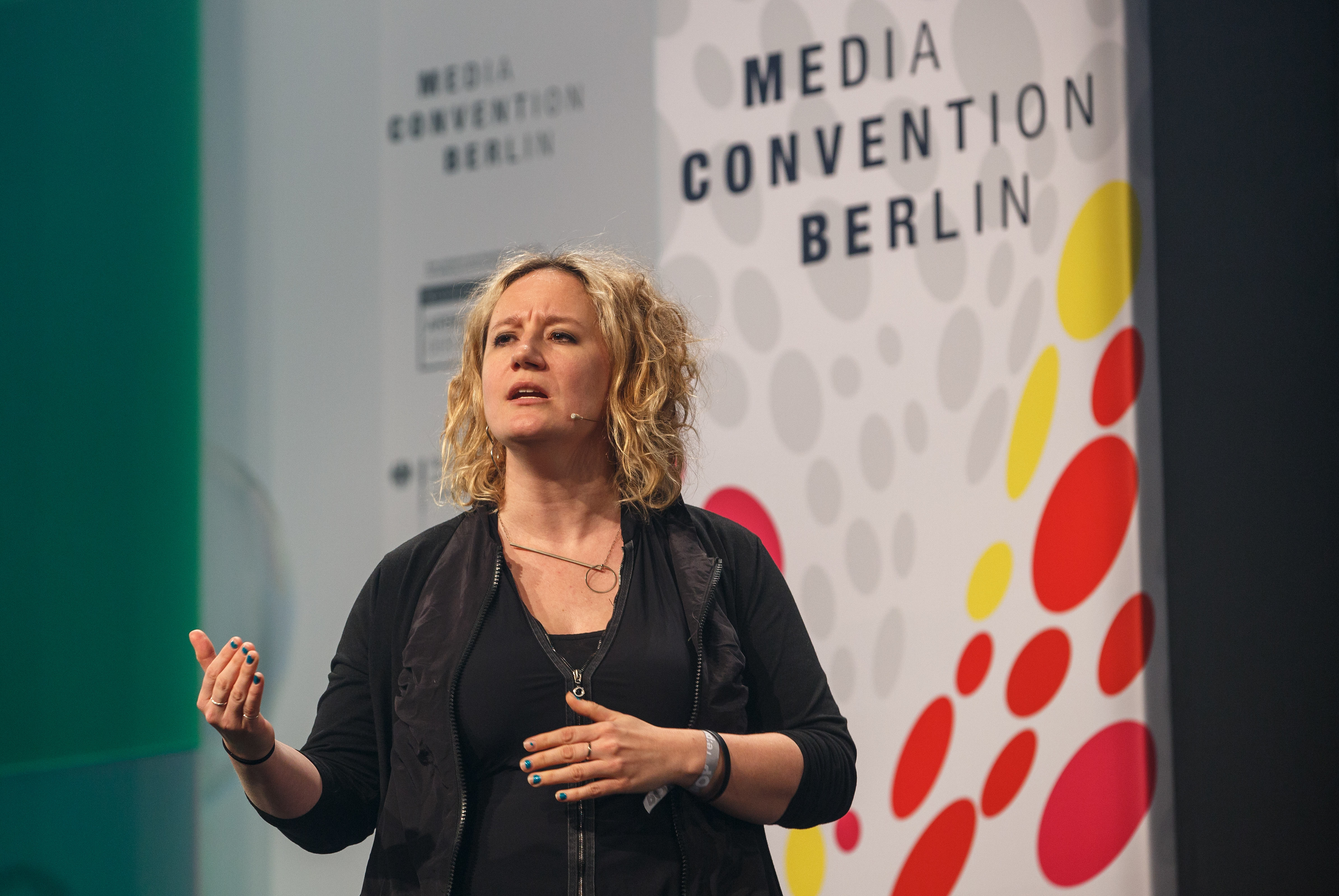
danah boyd

danah boyd (gestileerde kleine letters (24 november 1977) geboren als Danah Michele Mattas is een geleerde op het gebied van technologie en sociale media. Zij is hoofdonderzoeker bij Microsoft Research, de oprichter en voorzitter van Data & Society Research Institute en een gastprofessor aan de New York University.

## Vroege leven
boyd groeide op in Lancaster, Pennsylvania en Altoona, Pennsylvania, en bezocht Manheim Township High School van 1992-1996. Volgens haar website werd ze geboren als Danah Michele Mattas. Toen ze haar studie had afgerond, koos ze ervoor om haar moeders grootvaders naam, Boyd, als haar eigen achternaam te gebruiken. Ze besloot haar naam in kleine letters te spellen om 'het oorspronkelijke evenwicht van mijn moeder te weerspiegelen en mijn eigen politieke irritatie over het belang van hoofdletters te bevredigen'. Ze gebruikte online discussieforums om te ontsnappen aan de middelbare school. Ze noemde Lancaster een 'religieuze en conservatieve' stad. Na online discussies over het onderwerp te hebben gehad, begon ze zich als queer te identificeren.
Een paar jaar later leerde haar broer haar IRC en Usenet gebruiken. Hoewel ze dacht dat computers op dat moment 'zwak' waren, intrigeerden de mogelijkheden om contact met anderen te maken haar. danah boyd werd een fervent deelnemer aan Usenet en IRC in haar junior jaar op de middelbare school, besteedt veel tijd aan browsen, het maken van inhoud en het praten met vreemden.
Hoewel boyd met veel buitenschoolse activiteiten actief was en academisch excelleerde, had ze op sociaal gebied een moeilijke tijd op de middelbare school. Ze schrijft 'haar overleven toe aan haar moeder, internet en een klasgenoot wiens vrouwonvriendelijke opmerkingen haar inspireerden om uit te blinken.'
Aanvankelijk wilde ze astronaut worden, maar na een blessure raakte ze meer geïnteresseerd in het internet.

## Opleiding

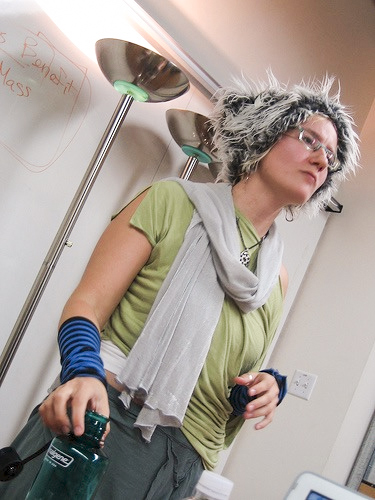
danah boyd in 2005, als spreker op de Digital Identity-conferentie in Chicago.

danah boyd studeerde aanvankelijk computerwetenschappen aan de Brown University, waar ze samenwerkte met Andries van Dam en een scriptie schreef over hoe "3D-computersystemen aanwijzingen gebruikten die inherent seksistisch waren." Ze volgde haar master in sociale media bij Judith Donath aan het MIT Media Lab. Ze werkte voor de in New York gevestigde activistische organisatie V-Day, eerst als vrijwilliger (vanaf 2004) en daarna als betaalde kracht (2007-2009). Uiteindelijk verhuisde ze naar San Francisco, waar ze de personen ontmoette die betrokken waren bij het creëren van de nieuwe Friendster-service. Ze documenteerde wat ze aan het observeren was via haar blog en dit groeide uit tot een carrière.
In 2008 verdiende danah boyd een Ph.D. aan de UC Berkeley School of Information, geadviseerd door Peter Lyman (1940-2007) en Mizuko Ito (ook bekend als Mimi Ito). Haar proefschrift, Taken Out of Context: American Teen Sociality in Networked Publics, richtte zich op het gebruik van grote sociale netwerksites zoals Facebook en MySpace door Amerikaanse tieners en werd op Boing Boing als blog gepubliceerd.
Tijdens het academisch jaar 2006-07 was danah boyd een fellow bij het Annenberg Center for Communication aan de University of Southern California. Ze was een lange tijd fellow bij het Berkman Center for Internet &amp; Society aan de Harvard-universiteit, waar ze mede leiding gaf aan de Technical Safety Task Force Internet en vervolgens diende bij de werkgroep Jeugd en Mediabeleid.

## Carrière

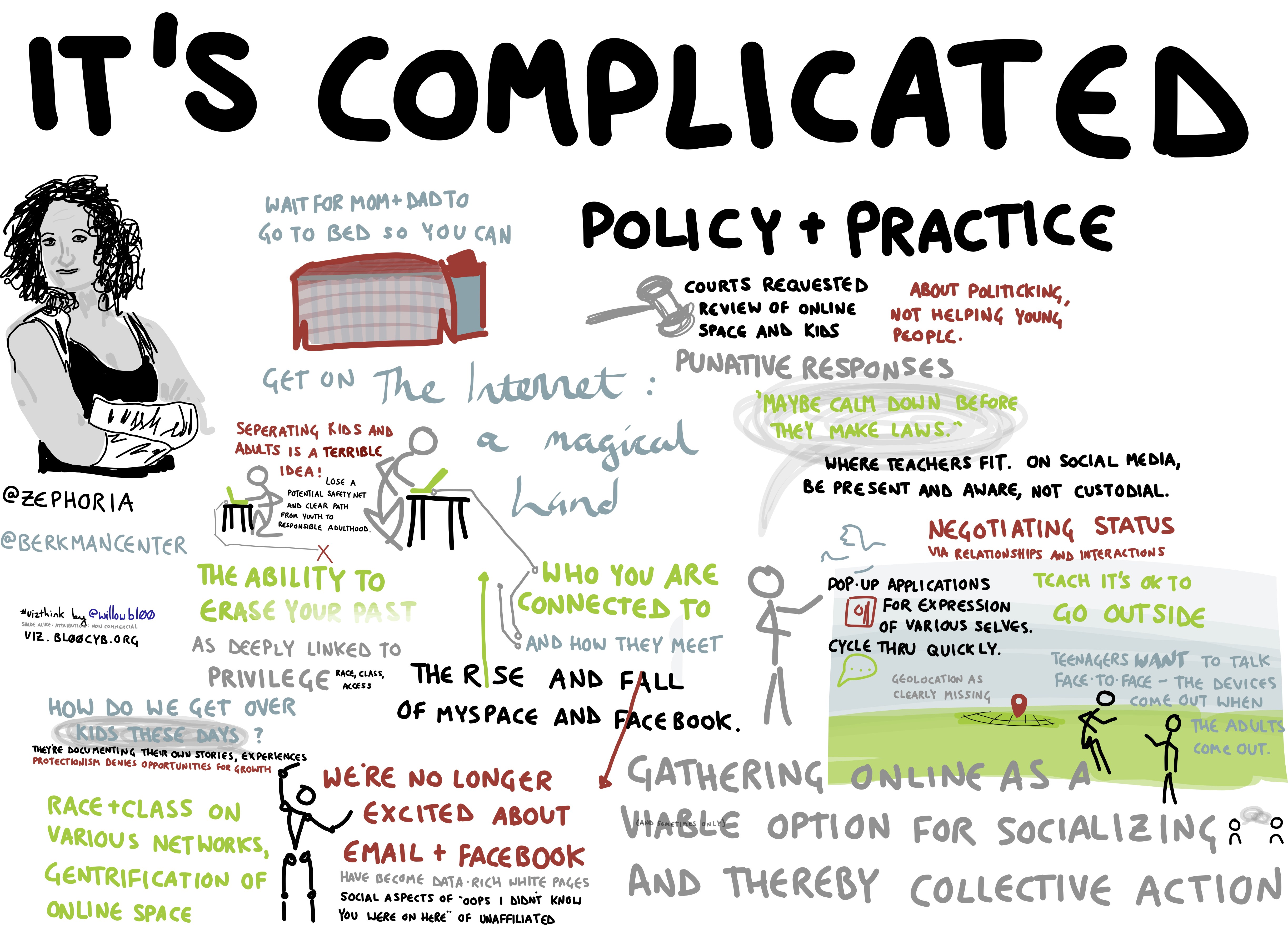
Visualisatie van een van Boyd's lezingen door Willow Brugh

In de post-Bachelor-fase was ze betrokken bij een etnografisch project van drie jaar, gefinancierd door de MacArthur Foundation en geleid door Mimi Ito; het project onderzocht het gebruik van technologieën door jongeren door middel van interviews, focusgroepen, observaties en documentanalyse. Haar publicaties bevatten een artikel in de MacArthur Foundation Series over Digital Learning, Identity Volume met de titel "Why Youth (Heart) Social Network Sites: The role of networked publics in Teenage Social Life." Het artikel richt zich op de implicaties van sociale netwerken voor de identiteit van jongeren. Het project culmineerde in een co-auteur van het boek "Hanging Out, Messing Around en Geeking Out: Kids Living and Learning with New Media."
Ze publiceerde in 2007 onderzoek naar jongeren via Facebook en MySpace. Ze toonde aan dat de meeste jonge gebruikers van Facebook wit waren en tot de middenklasse en hogere klasse behoorden, terwijl MySpace-gebruikers meestal zwarte tieners in de lagere klasse waren. Haar werk wordt vaak vertaald en doorgepubliceerd door belangrijke media. Ze blogt op haar eigen site en behandelt problemen van jongeren en rond gebruik van technologie op het DMLcentral- blog. boyd heeft academische papers en opiniestukken geschreven over online cultuur.
Haar carrière als fellow in het Berkman Centre van Harvard begon in 2007. In januari 2009 is boyd toegetreden tot Microsoft Research New England, in Cambridge, Massachusetts, als onderzoeker van sociale media.
In 2013 richtte boyd Data & Society Research Institute op om de sociale, technische, ethische, juridische en beleidskwesties aan te pakken die voortkomen uit datagerichte technologische ontwikkeling.
Ze werd geïnterviewd in de webdocumentaire 2015 over internetprivacy, Do Not Track.
Momenteel is boyd voorzitter van Data &amp; Society, een principal researcher bij Microsoft Research en een gastprofessor aan New York University. Ze is ook lid van de raad van bestuur van Crisis Text Line (sinds 2012), als een trustee van het National Museum of the American Indian, in het bestuur van de Social Science Research Council en in de adviesraad van de Electronic Privacy Informatie Centrum (EPIC). Boyd richt zich momenteel op onderzoeksvragen met betrekking tot 'big data' en AI, bias en manipulatie van gegevens, en hoe technologie ongelijkheid vormt.

### Langere publicaties
- In 2008 publiceerde boyd haar proefschrift getiteld Taken Out of Context: American Teen Sociality in Networked Publics aan de University of California, Berkeley.
- In 2009 was boyd mede-schrijver van Hanging Out, Messing Around en Geeking Out: Kids Living and Learning with New Media met Mizuko Ito, Sonja Baumer, Matteo Bittanti, Rachel Cody, Becky Herr Stephenson, Heather A. Horst, Patricia G. Lange, Dilan Mahendran, Katynka Z. Martínez, CJ Pascoe, Dan Perkel, Laura Robinson, Christo Sims en Lisa Tripp.
- Begin 2014 publiceerde boyd haar boek It's Complicated: The Social Lives of Networked Teens bij Yale University Press.[24] In It's Complicated stelt boyd dat sociale media niet zo bedreigend zijn als ouders denken en dat het tieners de ruimte biedt om hun gevoelens en ideeën te uiten zonder te worden beoordeeld.[25]
- In 2015 publiceerden Henry Jenkins, Mimi Ito en boyd Participatory Culture in een genetwerkt tijdperk bij Polity Press.

## Onderscheidingen en prijzen

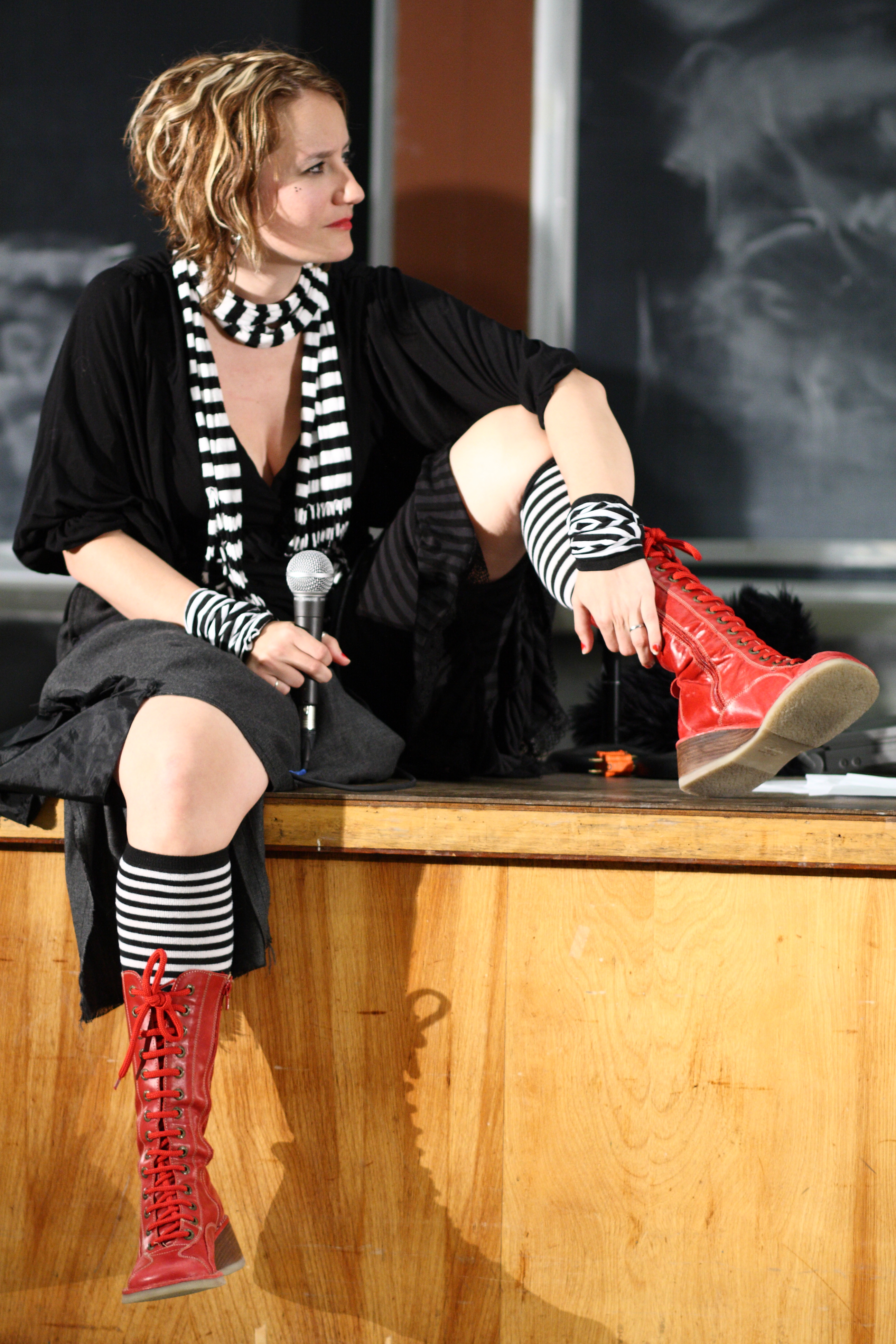
danah boyd geeft een keynote op ROFLcon op MIT in 2010

In 2009 noemde Fast Company Boyd een van de meest invloedrijke vrouwen in de technologie. In mei 2010 ontving ze de Award for Public Sociology van de afdeling Communication and Information Technologies (CITASA) van de American Sociological Association. Ook in 2010 noemde Fortune haar de slimste wetenschapper op technologisch gebied en 'de regerende expert over hoe jonge mensen internet gebruiken'. In 2010 werd boyd opgenomen op de TR35- lijst van topinnovatoren onder de 35 jaar. Ze was een 2011 Young Global Leader van het World Economic Forum. Foreign Policy noemde boyd een van zijn 2012 Top 100 Global Thinkers "omdat het ons liet zien dat Big Data niet noodzakelijkerwijs betere gegevens zijn".
boyd heeft op vele academische conferenties gesproken, waaronder SIGIR, SIGGRAPH, CHI, Etechm Personal Democracy Forum, Strata Data en de jaarlijkse AAAS- bijeenkomst. Ze gaf de keynote-adressen op SXSWi 2010 en WWW 2010 en besprak privacy, publiciteit en big data. Ze verscheen ook in de 2008 PBS Frontline documentaire Growing Up Online, met commentaar op jeugd en technologie. In 2015 was ze een spreker op de Everett Parker-lezing. In 2017 gaf boyd op de 2017 Strata Data Conference, gepresenteerd door O'Reilly en Cloudera, in New York een keynote getiteld "Your Data is Being Manipulated". In maart 2018 gaf ze een provocerende keynote getiteld "What Hath We Wrought?" op SXSW EDU 2018 en een andere keynote getiteld "Hacking Big Data" aan de Universiteit van Texas in Austin, waarbij gegevensgestuurde en algoritmische systemen worden besproken. In november 2018 was ze te horen bij 'America's Top 50 Women In Tech' van Forbes.

## Online en sociale media
- Website: de website van boyd heet "danah boyd" en is te vinden op danah.org
- Twitter: Twitters handloze @zephoria van boyd. Ze trad toe tot juli 2006 en heeft momenteel 234K volgers.
- Blog: boyd's blog, "danah boyd | apophenia: verbindingen leggen waar voorheen niet bestond" is te vinden op zephoria.org